# Ludwig Borger
Ludwig Borger (* 13. September 1831 in Naila, Oberfranken; † 18. Oktober 1877 ebenda) war ein deutscher Unternehmer und Politiker.

## Leben
Borger war ein Sohn des Andreas Borger, eines Fabrikanten und Gutsbesitzers in Schottenhammer, und seiner Frau Eva geb. Basold aus Hirschberg an der Saale. Er besuchte bis August 1852 das humanistische Gymnasium in Hof und studierte an der Ludwig-Maximilians-Universität München und der Universität Jena zunächst Medizin, dann Nationalökonomie und Bergwissenschaft. 1852 wurde er Renoncephilister des Corps Franconia München. Ohne Studienabschluss kehrte er auf Wunsch des Vaters in seine Heimat zurück, um die Leitung der Familienunternehmungen zu übernehmen. 1869 überließ er den Betrieb, eine Weberei, seinem jüngeren Bruder und widmete sich der Politik.
Von 1868 bis 1875 war er Bürgermeister von Naila. Zudem gehörte er für die Nationalliberale Partei bis Februar 1872 der Kammer der Abgeordneten (Bayern) an. Sein Nachfolger in der Kammer wurde Adam Leffer. Als Landtagsabgeordneter setzte er sich unter anderem für den Bau der Bahnstrecke Hof–Bad Steben ein. Im Alter von 46 Jahren erlag er dem Typhus. Seine letzte Ruhestätte fand er in Naila.